# Schloss Thurnstein (Südtirol)

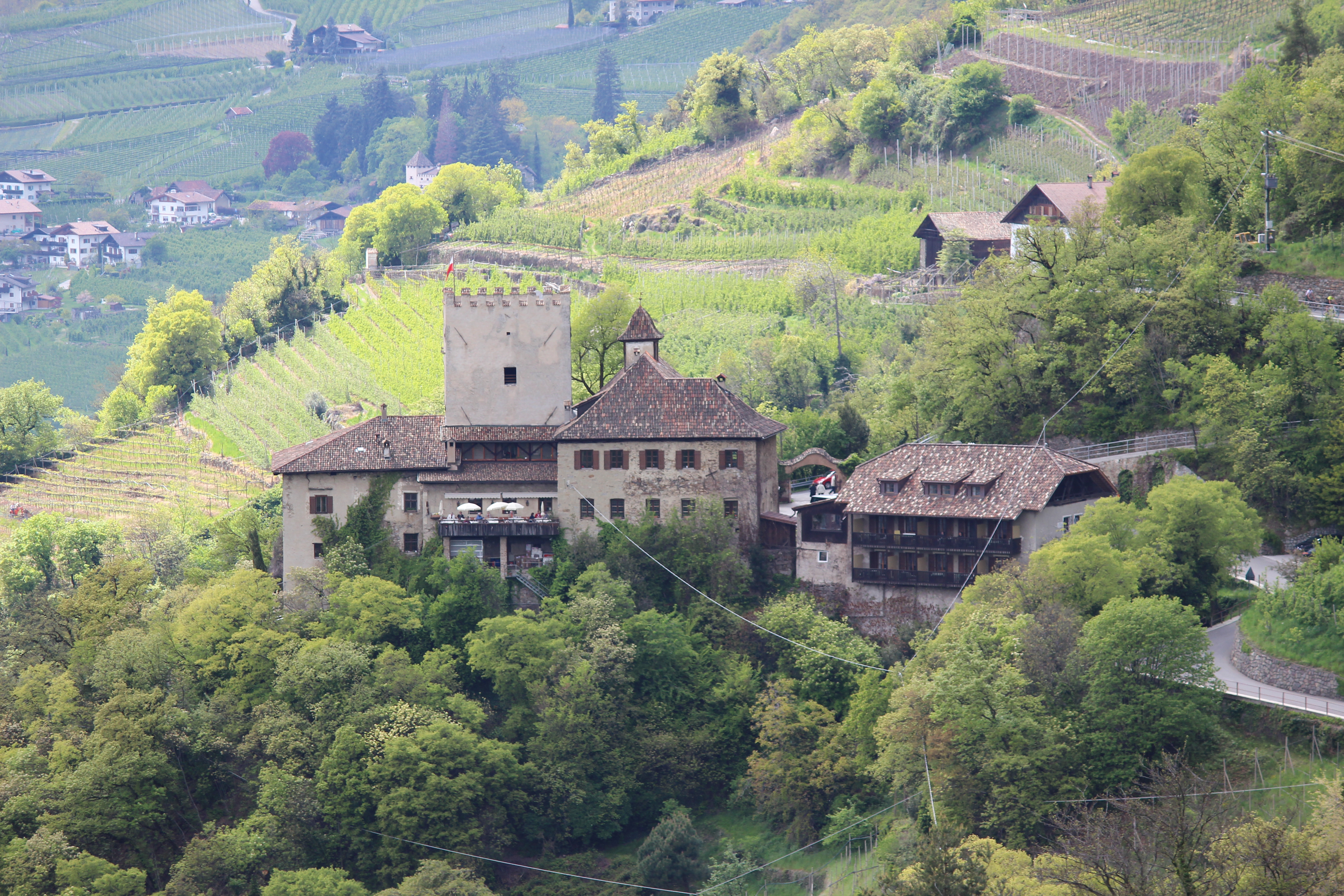
Thurnstein 2012

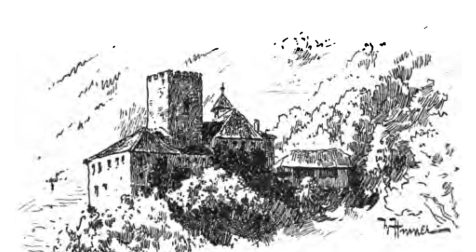
Wilhelm Humer: Thurnstein (1894)

Schloss Thurnstein steht in Dorf Tirol bei Meran in Südtirol. 
Am Nordrand des Meraner Talkessels steht es an den Hängen der Mutspitze, westlich von Schloss Tirol, an der Kreuzung der von Algund und Gratsch nach Tirol führenden Wege.
Die Burg wurde 1276 erstmals als Thurm Platzleid erwähnt. 1282 wurde der Kämmerer Konrad Milser vom Grafen Meinhard II. von Tirol mit der Burg belehnt. 1478 erschien erstmals der Name Thurnstein. Im 16. Jahrhundert wurde dem Turm der Südtrakt zugebaut, im 18. Jahrhundert der Nordtrakt. In der Folgezeit hatten die Heustadel, Katzpöck, von Planta, Eyrl, Rottenpuecher und Wittenbach die Burg zu Lehen. An der Wende des 17. Jahrhunderts gelangte es in den Besitz der Meraner Familie des Alexander von Egen, dessen Nachkommen sie seit dem Ersten Weltkrieg als Gaststätte führen.